# ديانات سامية قديمة

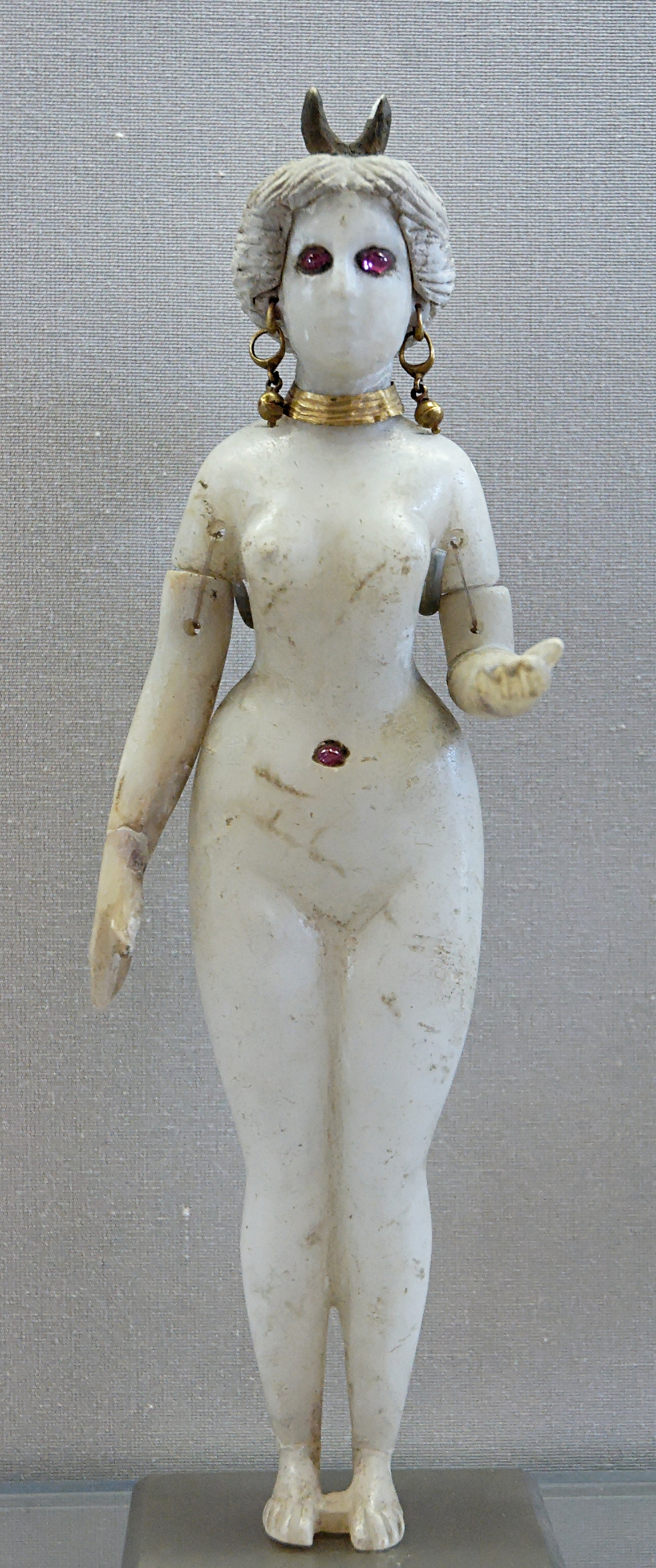

الديانات السامية القديمة تشمل الديانات الشركية التي انتشرت بين الشعوب السامية في منطقة الشرق الأدنى القديم وشمال شرق أفريقيا. وبهذا النسق، كلمة السامية تدل على الثقافة وليس على معناها الأصلي الذي يدل على اللغة.
تعود التقاليد السامية وآلهتها لتصانيف إقليمية: الديانات الكنعانية في الشام، التقاليد السومرية المستوحات من الثقافات الأشوريون-البابلية، الدين في بلاد الرافدين، الديانة العبرية القديمة لقبائل إسرائيل والديانات الشركية العربية. وعلى الأرجح، تطورت الشركية السامية لتصبح التوحيدية الإبراهيمية عن طريق الإله إيل، والذي يدل على كلمة «إيلوه» في اللغة العبرية والتي تقارب كلمة الله العربية.

## ألهة البروتو سامية
| الاسم الإله | الأكادية البابلية | الأغاريتية | الفينيقية   | العبرية     | العربية | العربية القديمة | الإثيوبية | ملاحظات                                     |
| ----------- | ----------------- | ---------- | ----------- | ----------- | ------- | --------------- | --------- | ------------------------------------------- |
| إيلو        | ايلو              | إل         | إل - إيلوس  | إل - إلوهيم | الله    | إل              |           | إله السماء، رب الأرض                        |
| أتيراتو     | ايلات             | آترت       | إلت         |             | اللات   |                 | أشتار     | زوجة إيلو                                   |
| أتارو       | عشتار             | حد         | عشتروت      |             |         |                 |           | إلهة الخصوبة                                |
| هدول/هدادو  | بل / حد           | هد / بعل   | بعل / بيلوس |             | هبل     |                 |           | إله العواصف، ومعنى الاسم، على الأرجح، صواغق |
| شمشو        | شمش               | شبش        |             |             |         | شمش             |           | إله الشمس                                   |
| وريحو       | يرح               | يرح        |             | يرياح       |         | ورح             |           |                                             |

## الأكادية، الآشورية والبابلية
عندما تم تحديد الكواكب الخمسة ربطوا بالشمس والقمر وكان لهم علاقة مع رئيس الآلهة البابلية. اترتب اللوخة الثنائية اللغة في المتحف البريطاني مجموعة الكواكب السبعة بالترتيب التالي:
- سين (القمر)
- شمش (الشمس)
- مردوخ (المشتري)
- عشتار (الزهرة)
- نينورتا (زحل)
- نابو (عطارد)
- نرغال (المريخ)

تركز دين الإمبراطورية الآشورية (الذي يسمى أحياناً الإلهية الأشورية) حول الإله آشور، راعي مدينة آشور، وعشتار، راعية نينوى. آخر السجلات المؤكدة حول عبادة آشور وغيره من الآلهة الآشورية تعود إلى القرن 3 الميلادي.
كان الإله آشور، الراعي لاسم العاصمة القديمة في أواخر العصر البرونزي، فيعلى تنافس مستمر مع الإله مردوخ راعي مدينة بابل. بحسب السجلات الآشورية، حل آشور في نهاية المطاف مكان مردوخ حتى أنه تزوج عشتار.

آلهة الأشوريون-البابلية والأكادية الرئيسية هي:
- آشور(بالآرامية: ܐܵܫܿܘܪ)‏)/أنشار، رب آشور
- عشتار، (عشتروت), إلهة الحب والحرب، ربة نينوى(بالآرامية: ܥܸܫܬܵܪ)‏)
- نابو: إله الكتابة والنصوص
- نرغال: إله الأرض السفلى
- تيامات: إلهة البحر
- سمنوها[5]
- كوبابا[6]
- مردوخ
- إنليل
- نينليل
- نسروخ
- هانبي: والد بازوزو
- أنو
- إيا إلهة السومريون: إله الفنون
- كيشار
- سن / سوين، السومري نانا: إله القمر
- اشرا
- شمش: إله الشمس
- حدد/أدد[7]
- داكان/داغون
- بيل
- تموز

أهم الشياطين والأبطال الأشوريون-البابليون هم:
- آدبا (أوانس)
- جلجامش
- لوغال باندا
- ليليث
- بزوزو
- نينورتا[8][9]

## كنعان
مورست الديانات الكنعانيه من قبل شعوب منطقة الشام القديمة طوال العصر البرونزي والعصر الحديدي. حتى القيام بعمليات الحفر التي بدأت عام 1928 في مدينة رأس شمرا (المعروف أيضا باسم أوغاريت) في شمال سوريا، لم يعرف الباحثون عن الديانات الكنعانية حتى اكتشفوا أرشيفا من نصوص طينيه من العصر البرونزي مكتوبة بالأبجدية المسمارية تشرح الممارسات الدينية الكنعانية. وقبل هذا الأكتشاف، كانت التوراة المصدر الوحيد عن ثقافة الكنعانيين. وهناك نصوص تدعم روايات الكتاب المقدس منها مثنوية ومثلثة بما في ذلك أعمال لوسيان من الساموساطي بعنوان «ألهة سوريا» (القرن الثاني الميلادي)، ونثر حول التاريخ لفينيقي حفظها فيلو بيبلوس (حوالي 64 م – 141 م) وكتابات داماسسيوس (ق. 458 – 538 م). دراسات حديثة حول المواد الأوغاريتية كشفت معلومات إضافية حول الدين المنطقة،  تستكملها النقوش الشامية وأرشيف تل إبلا  (حفرت في وقت مبكر من ستينات القرن العشرين).
تظهر الديانة الكنعانيين تأثير واضح من الممارسات الدينية لحضارات ما بين النهرين ومصر. مثل غيرهم من شعوب الشرق الأدنى القديم، كانت الديانة الكنعانية شركية، وتركز الأسر عادة على عبادة الأجداد مع الإقرار بوجود آلهة أخرى مثل بعل، عناة، وإيل. [ليس في الاقتباس تعطى] كما لعب الملوك لعبت دورا هاما في الديانة وفي بعض الاحتفالات، مثل الزواج المقدس في مهرجان السنة الجديدة. وقد أجل الكنعانيون الملوك الآلهة.
وفقا لمجمع الألهة بحسب الأوغاريتية إلهم (إلوهيم) أو أبناء إيل (قارن الكتاب المقدس «أبناء الله»), [بحاجة لتوضيح] الخالق هو والد الآلهة الأخرى. في المصادر اليونانية كان متزوجا بيروث (وهي مدينة بيروت). يبدوا أن زواج الإله بمدينة يماثل القصص التوراتية حيث ذكر أن ملقرت تزوج مدينة صور، ويهوه تزوج مدينة أورشليم، كما تزوج التانيت وبعل هامون بمدينة قرطاج.ذكر العاليون (الله العلي) في سفر التكوين 14.18–19 باسم الإله الذي كان الكاهن ملك يصادقملك شاليم.
يقول فيلو الجبيلي أن زواج العاليون من قرينته أسفرت عن ولادة "اورانوس" و"جي" (الاسم اليوناني للسماء و الأرض). هذا يماثل على نحو وثيق الشبهالذي ذكر في افتتاح الآية من الكتاب المقدس العبرية، في سفر التكوين 1:1—«في البداية الله (إلوهيم) خلق السماوات (شيميام) والأرض» (أرض). كما يوازي قصة ألهة انوناكي البابلية.

## الديانات الإبراهيمية
هناك من واأم بين قصة الخلق البابلية (إنوما إيليش) بقصةالخلق في سفر التكوين. وقام بعض الكتاب بإرجاع قصة استير إلى جذور بابلية.
كما يظهر ال عاليون أيضا في قصة بلعام في الأعدادوفي ترنيم موسى في سفر التثنية 32.8. تشير النصوص الماسورتية إلى:
وبدلا من "أبناء إسرائيل"، تستعمل السبعينية اليونانية للعهد القديم، [بحاجة لتوضيح] مصطلح "ملائكة الله، وفي عدد قليل من الأيات يستعمل (أبناء الله). إن نسخة مخطوطات البحر الميت عن هذه القصة تشير إلى أن هناك في الواقع 70 أبنا لألعليون إرسالهم ليحكموا 70 أمة ف الأرض. الفكرة ان 70 دولة يحكمها أحد أبناء إلوهيم (أبناء الله)، موجودة أيضا في النصوص الأوغاريتية. يشير نقش أرسلان طاش إلى أن لكل واحد من أبناء ال عاليون الـ70 عهدا مع تابعيهم من البشر. وهكذا، يترجم كروسان[من؟]